# Emmy & Ella
Emmy & Ella è un duo musicale svedese attivo dal 2010.

## Carriera
Emmy ed Ella, sorelle, avevano rispettivamente 7 e 5 anni quando nel 2010 hanno iniziato a lavorare con l'etichetta discografica Impact Level, su cui hanno pubblicato il loro album di debutto eponimo. Il disco è entrato nella classifica svedese alla 23ª posizione, battuto dal disco successivo Min idol, che nel 2012 ha raggiunto il 7º posto, e dal terzo album Nr. 1, che si è fermato al 16º posto nel 2014.

## Discografia

### Album
- 2010 – Emmy & Ella
- 2012 – Min idol
- 2014 – Nr. 1
- 2016 – Ingen som du

### Singoli
- 2015 – V.I.P. (feat. Dennis)
- 2016 – Vi vill festa